# نانايا ماهوتا
نانايا ماهوتا (بالإنجليزية: Nanaia Mahuta)‏ هي سياسية من نيوزيلندا تشغل منصب وزيرة الخارجية منذ 6 نوفمبر 2020 لتصبح أول امرأة تشغل هذا المنصب في نيوزيلندا.